# キタノホッケ
キタノホッケ（学名:Pleurogrammus monopterygius）はアイナメ科に属する海水魚である。キタノホッケは北太平洋でよくみられ、ホッケ(P. azonus)とともに二種でホッケ属を構成している。日本ではシマホッケと呼ばれることもある。英名はAtka mackerelであるが、この名前はアリューシャン列島のアンドリアノフ諸島最大の島、アトカ島に由来する。

## 分類
キタノホッケははじめLabrax属として記載されたが、その後現行のホッケ属(Pleurogrammus)に移された。命名者は1810年に本種を記載したペーター・ジーモン・パラスである。
キタノホッケはホッケと同種とみなされていたことがある。しかし実際には別種であることが分子系統学の研究によって明らかになった。

## 分布
本種は北太平洋でしかみられず、ベーリング海やアリューシャン列島からアラスカのアイシィー湾に至る海域などから報告がある。日本では北海道の太平洋岸で見られる。まれにカリフォルニア州のレドンドビーチなど南方で発見される。

## 形態

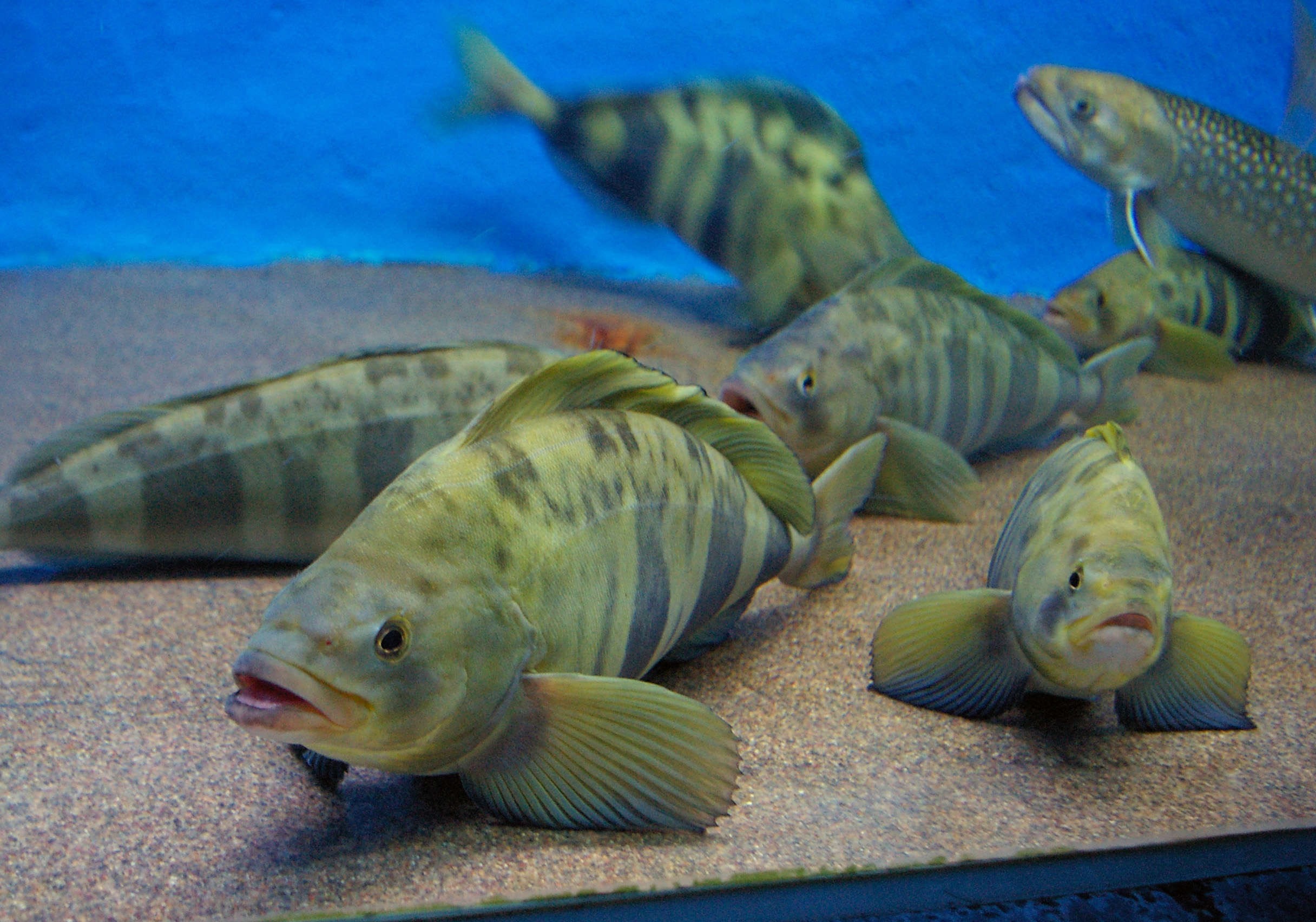
キタノホッケ（室蘭水族館）

記録されている最大体長は56.5cmで、最大体重は2.0kgである。成魚は体に5本の垂直な黒色の縞があり、この点で同属種のホッケと区別できる。キタノホッケは他の近縁種と椎骨数や軟条の数で区別できる。椎骨数は21、背鰭の軟条の数は25から29である。
本種は一般的に潮間帯から水深575mくらいまでの海域でみられる。

## 生態
寿命は最大で14年ほどである。本種はアリューシャン列島では7月から9月ころに産卵をする。卵は岩の裂け目に付着し,
孵化までの40から45日間、オスが卵を防衛する。本種はオキアミやカイアシ類を捕食し、ギンザケやトドなどに捕食される。

## 人間との関係

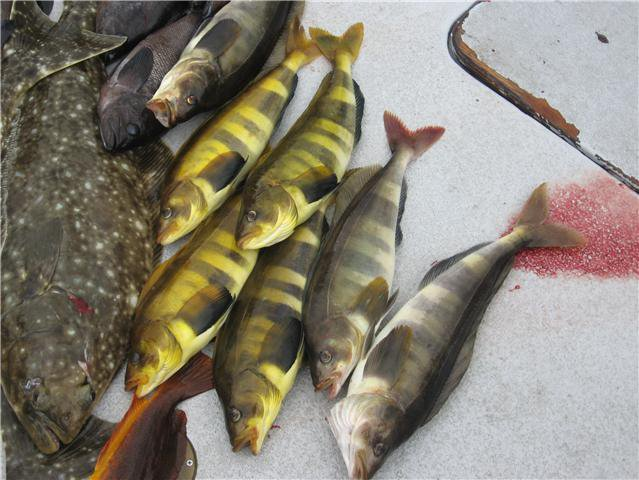
アラスカ州ホーマー近海で捕獲されたキタノホッケ

キタノホッケは漁獲され食用とされる。マホッケより深い海域に生息するため、脂肪分が多く傷みやすいので鮮魚としての流通はなく、日本ではロシア産の冷凍輸入品が流通し、開き干しなどに加工され、みりん干し、粕漬けにもされる。そのほかスポーツフィッシングの対象にもなり、アメリカの魚類学者デイビッド・スター・ジョーダンは本種を釣る楽しさについて述べた文章を残している。